# Eurydinotomorpha
Eurydinotomorpha is een geslacht van vliesvleugeligen uit de familie Pteromalidae. De wetenschappelijke naam van dit geslacht is voor het eerst geldig gepubliceerd in 1915 door Girault.

## Soorten
Het geslacht Eurydinotomorpha omvat de volgende soorten:
- Eurydinotomorpha appendigaster (Boucek, 1973)
- Eurydinotomorpha basalis Girault, 1915
- Eurydinotomorpha fusciventris Girault, 1913
- Eurydinotomorpha grandis Girault, 1915
- Eurydinotomorpha incerta Girault, 1915
- Eurydinotomorpha malabarensis Sureshan & Narendran, 1990
- Eurydinotomorpha monteithi Boucek, 1988
- Eurydinotomorpha pax Girault, 1913
- Eurydinotomorpha petiolatus (Boucek, 1973)
- Eurydinotomorpha sichotana (Dzhanokmen, 1986)
- Eurydinotomorpha sinica Masi, 1927